# Flag of Hate
Flag of Hate è il primo EP del gruppo musicale thrash metal tedesco Kreator, pubblicato nel 1986 dalla Noise Records.

## Edizioni
Venne incluso interamente nella prima ristampa dell'album in studio Endless Pain, difatti la traccia Flag of Hate inclusa nel disco proveniva da questo EP.
Successivamente, fu incluso nella ristampa in CD dell'album Pleasure to Kill.

## Tracce
1. Flag of Hate – 3:56
2. Take Their Lives – 6:26
3. Awakening of the Gods – 7:33

## Formazione
- Mille Petrozza - chitarra, voce
- Roberto "Rob" Fioretti - basso
- Jürgen "Ventor" Reil - batteria